# Zbigniew Szugzda
Zbigniew Szugzda (ur. 29 marca 1970 w Białymstoku) – polski piłkarz występujący na pozycji napastnika, wychowanek Jagiellonii.
Grał w zespołach: Jagiellonia Białystok, MZKS Wasilków, Hetman Białystok, Wigry Suwałki, Mazur Ełk, ŁKS Łomża, Pogoń Łapy oraz Supraślanka Supraśl. Po rundzie jesiennej sezonu 2005/06 zakończył karierę.
W polskiej I lidze rozegrał 46 spotkań i strzelił 3 gole, wszystkie w barwach Jagiellonii.
Brat Janusza Szugzdy.